# Wydział Grafiki i Komunikacji Wizualnej Uniwersytetu Artystycznego im. Magdaleny Abakanowicz w Poznaniu
Wydział Grafiki i Komunikacji Wizualnej Uniwersytetu Artystycznego im. Magdaleny Abakanowicz w Poznaniu – jeden z ośmiu wydziałów Uniwersytetu Artystycznego im. Magdaleny Abakanowicz w Poznaniu. Jego siedziba znajdowała się przy Al. Marcinkowskiego 29 w Poznaniu.  
Samodzielny Wydział Grafiki, początkowo z jedną katedrą, powstał w roku 2002, kiedy to Senat przemianowanej w międzyczasie Akademii Sztuk Pięknych powołał trzy niezależne jednostki zamiast Wydziału Malarstwa, Grafiki i Rzeźby. W 2003 roku do Wydziału Grafiki dołączyła Katedra Komunikacji Wizualnej, funkcjonująca wcześniej na Wydziale Komunikacji Multimedialnej. W 2011 roku zmieniono nazwę wydziału na Wydział Grafiki i Komunikacji Wizualnej. W takim kształcie wydział działał do roku 2024, w którym to został przekształcony w dwa oddzielne wydziały; Wydział Grafiki Artystycznej oraz Wydział Grafiki Projektowej.

## Struktura
Katedra Grafiki
- I Pracownia Grafiki – Wypukłodruk
- II Pracownia Grafiki – Serigrafia
- III Pracownia Grafiki – Wklęsłodruk
- IV Pracownia Grafiki – Litografia i druk offsetowy
- V Pracownia Grafiki – Introligatorstwo i Sztuka Książki
- VI Pracownia Grafiki – Grafika Przestrzenna i Intermedialna
- VII Pracownia Grafiki – Komiks i Powieść Graficzna
- Grafika koncepcyjna
- Propedeutyka grafiki
- Rysunek graficzny
- Kompozycja
- Art zin
- Warsztat Poligraficzny
- Warsztat multimedialny
- Warsztaty komputerowe
- Podstawy Projektowania

Katedra Komunikacji Wizualnej
- Pracownia Ilustracji Wydawniczej
- Pracownia Interfejsu Graficznego
- Pracownia Wydawnictw
- Pracownia Projektowania Litery
- Pracownia Projektowania Opakowań
- Pracownia Plakatu I
- Pracownia Plakatu II
- Pracownia Grafiki Informacyjnej
- Pracownia Projektowania Interfejsu Graficznego
- Pracownia Znaku i Identyfikacji
- Pracownia Grafiki Kinetycznej
- Wydziałowa Pracownia Wizytująca

## Kierunki studiów
- Grafika Artystyczna
- Grafika Projektowa

## Władze
Dziekan: dr Witold Modrzejewski, ad.
Prodziekan: dr Agata Kulczyk, ad.